# Aristides Aquino
Aristides Aquino Núñez (Santo Domingo, 22 aprile 1994) è un giocatore di baseball dominicano, esterno destro per i Cincinnati Reds della Major League Baseball.
Aquino detiene il record per il maggior numero di fuoricampo realizzati in un mese per un esordiente nella National League, con i 14 HR colpiti nell'agosto del 2019; inoltre con il medesimo risultato ha eguagliato il record assoluto di franchigia dei Reds, per home run battuti in un mese, realizzato per primo da Frank Robinson nell'agosto 1962 e poi da Greg Vaughn nel settembre 1999.

## Carriera

### Inizi e Minor League (MiLB)
Proveniente dalla Dominican Prospect League, Aquino firmò nel gennaio 2011 con i Cincinnati Reds come free agent internazionale. Venne assegnato alla Dominican Summer League della classe Rookie dove trascorse le stagioni 2011 e 2012. Nel 2013 venne trasferito nelle squadre di classe Rookie situate negli Stati Uniti, disputandovi l'intera stagione. Disputò l'intera stagione 2014 nella classe Rookie e nel 2015 venne promosso nella classe A, dove giocò per la maggior parte del campionato. Nel 2016 militò nella classe A-avanzata e nel 2017 giocò nella Doppia-A. Iniziò la stagione 2018 nella Doppia-A.

### Major League (MLB)
Aquino debuttò nella MLB il 19 agosto 2018, al Great American Ball Park di Cincinnati contro i San Francisco Giants. Venne schierato come sostituto corridore nella parte bassa del sesto inning e partecipò a un solo turno di battuta, dove fu eliminato per strikeout. Concluse la sua stagione con un'unica partita disputata nella MLB e 114 partite disputate nella Doppia-A. Divenne free agent al termine della stagione e il 3 dicembre rifirmò con i Reds, con un contratto di minor league.
Venne richiamato nella MLB il 1º agosto. Il 3 agosto 2019, nella sua quarta apparizione assoluta nella MLB, Aquino colpì la sua prima valida nel suo primo turno di battuta, ottenne una base su ball nel secondo e realizzò il primo fuoricampo, un home run da tre punti, nel terzo turno. In dieci partite colpì sette home run, pareggiando il record di Trevor Story. Il 10 agosto contro i Cubs, Aquino colpì tre fuoricampo diventando il primo esordiente della storia della MLB a battere un home run in tre turni di battuta consecutivi. A fine mese Aquino aveva realizzato 14 fuoricampo, record della NL per un esordiente in un mese. Concluse la stagione con 56 partite disputate nella MLB e 78 nella Tripla-A.

## Palmares
- Giocatore del mese: 1

agosto 2019
- Esordiente del mese: 1

agosto 2019
- Giocatore della settimana: 1

11 agosto 2019